# Steve Bannon
Stephen Kevin Bannon (Norfolk, 27 novembre 1953) è un dirigente d'azienda statunitense, ex banchiere d'investimenti ed ex direttore responsabile del giornale on-line di estrema destra Breitbart News.

## Biografia
Stephen Kevin Bannon è nato a Norfolk, Virginia, figlio di Doris Herr e Martin Bannon, posatore di cavi telefonici. La famiglia faceva parte della classe lavoratrice, cattolica di origine irlandese e democratica.
Ha lavorato come "capo stratega della Casa Bianca" nell'amministrazione del presidente degli Stati Uniti d'America Donald Trump durante i primi sette mesi del suo primo mandato. In precedenza ha fatto parte del consiglio di amministrazione dell'ormai defunta società di analisi dei dati Cambridge Analytica.
Bannon è stato ufficiale della Marina degli Stati Uniti per sette anni tra la fine degli anni 1970 e l'inizio degli anni 1980. Dopo il servizio militare ha lavorato per due anni presso Goldman Sachs come banchiere d'investimenti. Nel 1993 è diventato direttore ad interim del progetto di ricerca Biosfera 2. È stato produttore esecutivo a Hollywood, producendo diciotto film tra il 1991 e il 2016. Nel 2007 ha co-fondato Breitbart News, giornale on-line di estrema destra da egli stesso descritto come "la piattaforma per la destra alternativa".
Nel 2016 Bannon è diventato l'amministratore delegato della campagna presidenziale di Donald Trump ed è stato nominato "capo stratega" e "consigliere senior del presidente" dopo la sua elezione. Ha lasciato questo incarico otto mesi dopo e si è riunito a Breitbart. Nel gennaio del 2018 Bannon è stato sconfessato da Trump e ha lasciato Breitbart dopo la divulgazione, nel libro Fuoco e furia: dentro la casa bianca di Trump, di un commento in cui definiva la figlia e assistente del presidente, Ivanka, "stupida come un mattone".
Dopo avere lasciato la Casa Bianca Bannon si è opposto all'establishment del Partito Repubblicano e ha sostenuto candidati sfavoriti e controversi alle elezioni primarie repubblicane. La reputazione e le capacità di Bannon in quanto stratega politico sono state messe in dubbio quando il candidato Roy Moore, con il sostegno di Bannon, ha perso le elezioni al Senato degli Stati Uniti in Alabama nel 2017. Bannon ha dichiarato la sua intenzione di porsi come "architrave, a livello mondiale, dei movimenti populisti di tutto il mondo". Di conseguenza, ha sostenuto molti movimenti politici conservatori, populisti e nazionalisti, inclusa la creazione di una rete di partiti di destra ed estrema destra in Europa, nota come The Movement, tra cui spiccano Lega e Fratelli d'Italia.
Nell'agosto del 2020 Bannon è stato arrestato e accusato a livello federale, insieme a tre suoi associati, di cospirazione a scopo di frode postale e riciclaggio di denaro in relazione alla campagna "We Build the Wall". Si è dichiarato non colpevole e sarebbe dovuto andare a processo nel maggio del 2021, tuttavia il 20 gennaio, a poche ore dalla fine del suo mandato, il presidente uscente Donald Trump ha concesso a Bannon la grazia presidenziale. Lo Stato di New York ha deciso comunque di processarlo a livello statale. Nel 2022 ha ricevuto inoltre una condanna per oltraggio al Congresso degli Stati Uniti.

## Attività
Laureato in pianificazione urbana nel 1976 presso l'università Virginia Tech, consegue in seguito un master in studi sulla sicurezza nazionale presso la Georgetown University. Nel 1985 ottiene un MBA con lode presso la Harvard Business School. Dalla fine degli anni '70 ai primi anni '80 fu ufficiale di marina per circa sette anni, durante i quali prestò servizio sul cacciatorpediniere USS Paul F. Foster. Successivamente ha lavorato presso la Goldman Sachs come banchiere d'investimento, lasciando da vicepresidente. Inoltre, è stato un produttore esecutivo di Hollywood, producendo tra il 1991 e il 2016 diciotto film.

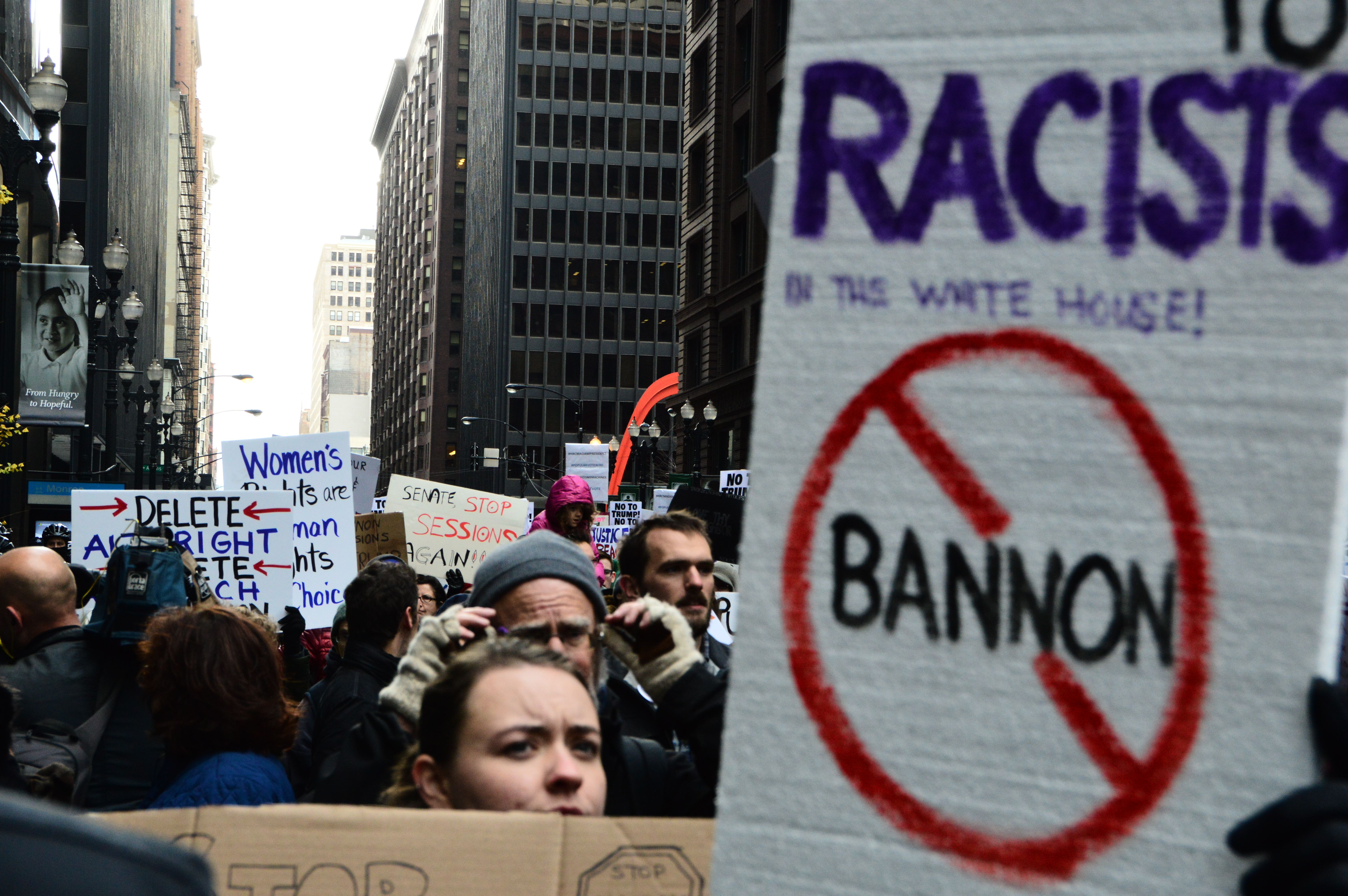
Proteste contro la nomina di Bannon

Prima di intraprendere la carriera politica è stato direttore esecutivo di Breitbart News, un sito di opinioni, notizie e commenti accusato d'essere di estrema destra, che lo stesso Bannon definisce la piattaforma internet del movimento alt-right.
È stato co-fondatore e vicepresidente del consiglio di amministrazione della società di analisi di dati Cambridge Analytica, la stessa società che ha lavorato alla campagna elettorale di Donald Trump utilizzando dati di utenti Facebook ottenuti illegalmente, finanziata principalmente dalla Mercer Family Foundation, comproprietaria di Breitbart.

### Alla Casa Bianca con Trump
Nel corso delle elezioni 2016 è stato direttore esecutivo della campagna elettorale di Trump e il 29 gennaio 2017 è diventato membro del Consiglio per la sicurezza nazionale della presidenza Trump.

### Sollevato dall'incarico
Il 5 aprile 2017 Steve Bannon viene rimosso dal Consiglio per la sicurezza nazionale. Gli osservatori hanno attribuito questa scelta a una vittoria della corrente moderata guidata da Ivanka Trump, figlia del presidente Trump, entrata a fare parte ufficialmente dello staff della Casa Bianca nella settimana precedente all'estromissione di Bannon.
Il 18 agosto 2017 Bannon viene sollevato dall'incarico di capo stratega alla Casa Bianca. Il giorno successivo Bannon è tornato come presidente esecutivo in Breitbart News.
Il 9 gennaio 2018 lascia Breitbart News; ciò a causa delle rivelazioni riportate nel libro "Fire and Fury" in cui lui criticava Ivanka Trump e suo marito Jared Kushner. La decisione derivò dalla minaccia di perdere il maggiore finanziatore della piattaforma, la miliardaria Rebekah Mercer, la quale non approvò le considerazioni di Bannon sulla famiglia Trump e sul Russiagate.
Dopo avere lasciato la Casa Bianca Bannon ha dichiarato le sue intenzioni di diventare "l'infrastruttura, a livello globale, del movimento populista". A oggi Bannon sostiene molti movimenti di destra e populisti europei come il Rassemblement National francese, il Partito per la Libertà olandese, l'Alternativa per la Germania, la Lega italiana, e Fratelli d'Italia, oltre a Vox, al Partito della Libertà Austriaco, i Democratici Svedesi e l'UDC svizzera. Secondo Bannon, infatti, sarebbe in corso un sommovimento nazional-populista mondiale da assecondare e incoraggiare in tutte le maniere possibili.
Bannon crede che i precedenti movimenti, insieme al presidente del Brasile Jair Bolsonaro, il Giappone di Shinzō Abe, l'India di Narendra Modi, la Russia di Vladimir Putin, l'Arabia Saudita di Mohammad bin Salman, la Turchia di Recep Tayyip Erdoğan, il Regno Unito di Boris Johnson, l'Ungheria di Viktor Orbán, lo Stato di Israele di Benjamin Netanyahu, l'Ucraina di Volodymyr Zelens'kyj, la Bielorussia di Aljaksandr Lukašėnka, e naturalmente gli USA di Donald Trump, includendo anche i diversi leader di Egitto (Abdel Fattah al-Sisi), Filippine (Rodrigo Duterte), Polonia (Beata Szydło e Mateusz Morawiecki), Corea del Sud (Moon Jae-in e Lee Nak-yeon), Italia (Matteo Salvini e Giorgia Meloni), Francia (Marine Le Pen), Spagna (Santiago Abascal), Germania (Jörg Meuthen e Alexander Gauland) e Albania (Lulzim Basha), facciano parte di uno spostamento globale verso il nazionalismo e contro la globalizzazione.
Nel novembre del 2020 il suo account Twitter è stato sospeso permanentemente dopo che Bannon ha suggerito che Anthony Fauci, consigliere medico capo del presidente, e Christopher Wray, direttore dell'FBI, avrebbero dovuto "essere decapitati".

## Vita privata
Bannon si è sposato tre volte: con Cathleen Houff Jordan (fino al 1988) con cui ha avuto una figlia, Maureen; con Mary Louise Piccard (1995–1997), ex banchiere d'investimento (le loro figlie gemelle nacquero tra giorni dopo il matrimonio); infine con la modella Diane Clohesy (2006–2009).
Durante il procedimento di divorzio del secondo matrimonio, Marie Louise Piccard ha affermato che Bannon aveva fatto commenti antisemiti sulla sua scelta di scuole, dicendo che non voleva mandare i suoi figli alla Archer School for Girls perché c'erano troppi ebrei a scuola, e gli ebrei allevano i loro figli come "marmocchi piagnucolosi". Il portavoce di Bannon ha negato l'accusa, osservando che lui aveva scelto di mandare entrambi i suoi figli alla Archer School.
Suo fratello, Chris Bannon, è un produttore televisivo.

## Controversie giudiziarie

### Molestie sessuali
Nel 1990 una collega di lavoro accusò Bannon di molestie sessuali. Si dice che Bannon abbia detto alla querelante, mentre si riferiva a un'altra dipendente di sesso femminile, che si trattava di "una donna nel lavoro di un uomo", oltre a riferire "osservazioni oscene", "osservazioni sprezzanti sulle donne" e "osservazioni sessualmente allusive". Bannon ha dichiarato a BuzzFeed che la causa legale è stata ritirata e ha negato qualsiasi azione illecita, al momento dell'azione legale.

### Arresto per frode e cospirazione
Il 20 agosto 2020, mentre era nel Connecticut a bordo di uno yacht di proprietà del miliardario cinese Guo Wengui, viene arrestato su richiesta della procura federale di New York con l'accusa di frode, in relazione a una raccolta fondi on line a sostegno della costruzione del muro anti-migranti tra USA e Messico. Parte dei fondi (un milione di dollari sui venticinque raccolti) sarebbero stati trasferiti in un'altra società da lui controllata. Viene rilasciato l'indomani su cauzione di cinque milioni di dollari.
Insieme a tre suoi associati, è stato incriminato per cospirazione a scopo di frode postale e riciclaggio di denaro in relazione alla campagna "We Build the Wall". Si è dichiarato non colpevole e avrebbe dovuto essere processato nel maggio, ma il 20 gennaio, giorno della scadenza del mandato Donald Trump ha concesso a Bannon la grazia presidenziale coprente gli eventuali reati a livello federale. Nel 2022 lo Stato di New York ha deciso di processare Bannon per gli stessi reati, ma a livello statale.

### Oltraggio al Congresso
Nel 2022 è stato condannato a 4 mesi di reclusione e una multa per oltraggio al Congresso, a causa di dichiarazioni offensive verso i rappresentanti e i senatori, e il fatto di non essersi presentato dopo una richiesta di comparizione onde riferire sull'assalto al Campidoglio in primo grado con pena temporaneamente sospesa. Bannon ha ottenuto di ricorrere in appello. Nel 2024 il giudice distrettuale revoca la cauzione ordinando a Bannon di scontare la pena dal 1º luglio senza rimanere libero per l'appello. È tornato in libertà in concomitanza con la nuova elezione presidenziale di Donald Trump a novembre.

## Convinzioni politiche e religiose

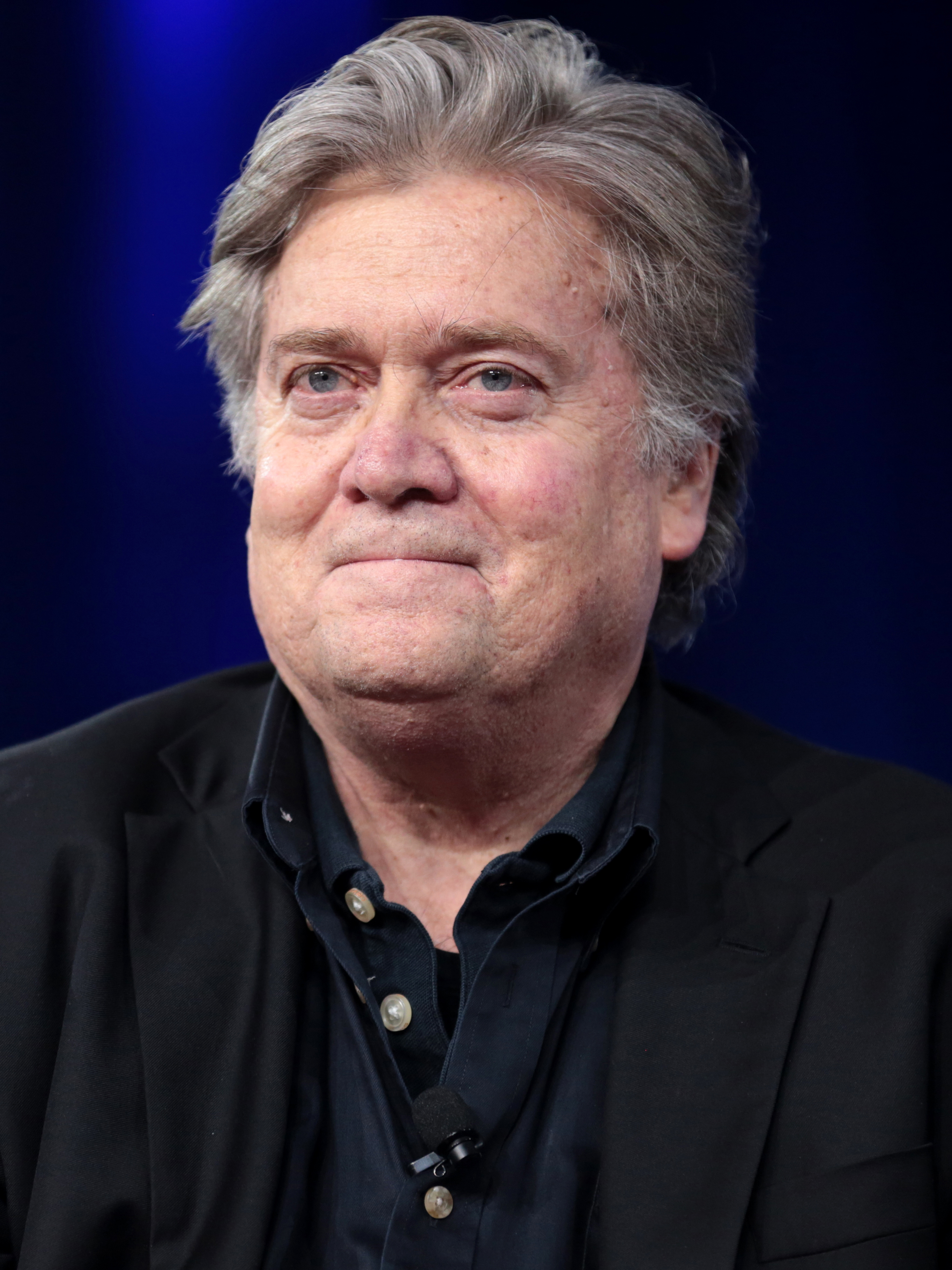
Steve Bannon

Steve Bannon è uno dei principali esponenti dell'alt-right, o "destra alternativa", e uno degli ideologi del trumpismo. Dal 2016 fu definito dai critici come "l'anima nera" o l'eminenza grigia dell'amministrazione Trump, oppure il "principe dell' oscurità" della destra americana ("prince of darkness"). Scherzando con un giornalista lui stesso ha detto che "l'oscurità è buona... è il potere".
È stato descritto come nazionalista, sovranista, populista di destra, paleoconservatore, mentre lui sostiene avere posizioni tipiche del "conservatorismo americano classico", avverse ai neoconservatori e ai liberisti più estremi, ma tipicamente critiche verso temi come aborto, multietnicità e unioni omosessuali.; è registrato come elettore del Partito Repubblicano. È stato descritto anche come un identitario e un "nazionalista bianco" ma Bannon ha rifiutato questo appellativo, esprimendo anzi distanza per il suprematismo bianco e le personalità, legate al razzismo (peraltro cosa di cui lui stesso è stato accusato), definiti da lui come "perdenti", mentre è più vicino al teorico neo-reazionario e del dark enlightment Curtis Yarvin detto Mencius Moldbug. Altri membri della sua macro-area politica sono esplicitamente infatti vicini, come Richard Spencer (il giornalista che coniò il termine alt-right) e talvolta anche ex membri del Ku Klux Klan come David Duke, al potere bianco e al neonazismo. Donald Trump ha invece definito Bannon come "più libertario di chiunque altro", definendolo alt-left ("sinistra alternativa"). Ha dichiarato che il populismo è la vera razionalità.
Per quanto riguarda il suo background culturale Bannon è cattolico, e frequentava in gioventù la messa (una tradizione della sua famiglia); si considera tuttora parte della Chiesa cattolica, seppur critico verso le posizioni politiche di papa Francesco; crede nella civiltà occidentale giudeo-cristiana e che tale etica debba guidare anche il mondo della finanza.
Partito da una posizione originale di tradizionalismo cattolico ostile al Concilio Vaticano II, affascinato poi dal misticismo cristiano, tuttavia è stato in seguito, nel suo percorso spirituale, molto influenzato dalle filosofie orientali, specialmente dal buddhismo zen; un'altra importante lettura fu per lui il filosofo tradizionalista neopagano italiano Julius Evola, importante pensatore europeo ma noto anche per i suoi legami ideologici con il fascismo di Benito Mussolini, e per l'ammirazione verso il nazionalsocialismo di Adolf Hitler; secondo lo studioso evoliano Gianfranco de Turris tuttavia, l'elitismo di Evola non è compatibile con il populismo bannoniano. Un articolo del 2016 apparso sul Los Angeles Times sostenne che la tecnica filmica di Bannon, come regista di documentari, risente di quella della regista tedesca nazista Leni Riefenstahl. Secondo BBC News, Bannon abbracciò anche la teoria della storia della scrittrice greca simpatizzante del nazismo Savitri Devi, vista "come una battaglia ciclica tra il bene e il male". Nel 2018 Bannon disse a un intervistatore di essere "affascinato da Mussolini", notando che «era chiaramente amato dalle donne, era apprezzato dagli uomini. Era così virile. Aveva persino un buon gusto nel vestire, basta pensare a quelle uniformi».
Bannon è un ex praticante della meditazione buddista zazen, e ammira politicamente soprattutto le figure di Andrew Jackson, Alexander Hamilton, Henry Clay, James Knox Polk, Theodore Roosevelt e quella di Donald Trump, oltre che la dottrina del papa Pio XI della sussidiarietà e del solidarismo, espresse dal pontefice nell'enciclica Quadragesimo Anno del 1931 (pubblicata da Ratti per i quaranta anni dell'enunciazione della dottrina sociale della Chiesa, in materia di lavoro operaio e sindacalismo, a opera del papa Leone XIII con la Rerum Novarum). È contrario al transumanismo, condividendo la critica sui principi cattolica sulla distruzione della spiritualità da parte di élite transumaniste alla ricerca dell'immortalità, e al "dominio della tecnica", in senso heideggeriano. Inoltre è considerato un negazionista del riscaldamento globale.

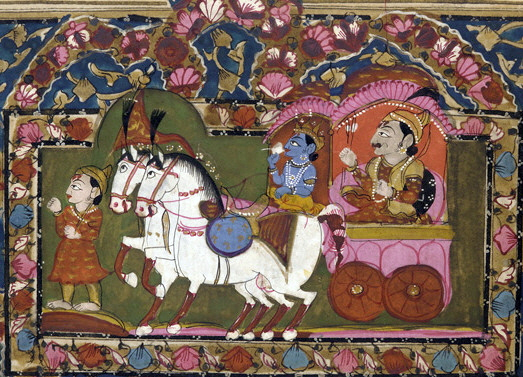
Illustrazione per la Bhagavadgītā, testo sacro indù che Bannon ha dichiarato come fondamentale per la sua formazione.

Soprattutto, durante la sua formazione etico-filosofica e politica, Bannon fu profondamente colpito e influenzato dal testo induista della Bhagavadgītā al punto da citare spesso nei discorsi il termine religioso dharma, inteso come "compito, dovere innato", uno dei cardini dottrinali del citato testo sacro visnuista-krishnaita. Bannon è invece avverso a molte manifestazioni dell'Islam, ritenuto da lui incompatibile con l'Occidente, a differenza delle religioni orientali dell'Asia e dell'Estremo Oriente, come il Vedānta, ma è uno studioso anche della cristianità medievale. Noto per consigliare le sue letture predilette ai suoi ascoltatori, un altro libro da lui citato a questo proposito è il classico manuale strategico L'arte della guerra di Sun Tzu.
Allo stesso tempo ammira Nietzsche ma anche René Guenon, intellettuale francese tradizionalista che divenne infine un musulmano vicino però al sufismo. Considera il fondamentalismo islamico e il jihādismo, forme di "fascismo" (in accezione anglosassone), il cosiddetto islamofascismo, con cui l'Occidente condurrebbe e deve continuare a condurre una guerra globale ed "esistenziale" inevitabile. Ha sostenuto apertamente il muslim ban di Trump, diretto principalmente contro Iran e paesi musulmani con rapporti nulli o critici (escludendo quindi i sauditi) con la diplomazia americana, paesi ritenuti a rischio terrorismo. Tale posizione è stata in Bannon ispirata dal lavoro del pensatore francese Guillaume Faye, secondo cui la supposta minaccia islamica all'Occidente sarebbe da leggere nell'ottica del tema dello scontro di civiltà teorizzato da Samuel Huntington, data l'inconciliabilità tra i due sistemi valoriali.
A livello politico è anche anticomunista e moderatamente capitalista (pur essendosi definito anche un "forte capitalista che crede nei valori del capitalismo", è avverso al capitalismo finanziario apolide), ma ha tuttavia anche attaccato spesso il neoliberismo, la scuola austriaca, il capitalismo clientelare, e l'oggettivismo di Ayn Rand, pur credendo nella riduzione della burocrazia centralista. Più che dalla terza via fascista, il pensiero economico e strategico di Bannon è stato influenzato dalla teoria della Fourth Turning di Neil Howe e William Strauss, che sostiene che "il populismo, il nazionalismo e l'autoritarismo statale saranno presto in aumento, non solo in America ma in tutto il mondo. Si eliminano gli incidenti estranei e la tecnologia, si rimane con un numero limitato di stati d'animo sociali, che tendono a ripresentarsi in un ordine fisso. [...] Le foreste hanno bisogno di incendi periodici, i fiumi hanno bisogno di alluvioni periodiche" secondo un passo di questi autori. Lo stesso Neil Howe ha sottolineato come Bannon abbia adottato la sua teoria.
Come intellettuale di destra ha tratto ispirazione politologica da Niccolò Machiavelli ed Edmund Burke, scrittore e politico britannico del XVIII secolo, liberal-conservatore e old whig (nonché teorico dell'estetica del romanticismo europeo), autore del celebre saggio controrivoluzionario Riflessioni sulla Rivoluzione in Francia (1790). Seguendo Burke, di fede anglicana, Bannon ha argomentato anche contro l'eccessivo secolarismo, contro il femminismo e l'egualitarismo introdotti nella società di massa soprattutto dagli anni '60, con la rivoluzione sessuale in favore delle donne, il movimento per i diritti civili degli afroamericani e il Sessantotto, preferendo a essi valori come la famiglia, la gerarchia, il nazionalismo, il rispetto delle tradizioni, secondo lui cardine di una società stabile, mentre i primi, sempre secondo l'interpretazione bannoniana, hanno distorto anche la democrazia americana e i valori originari dei padri fondatori. Bannon ha solitamente evitato nei discorsi temi sensibili che sono cavalli di battaglia dei Repubblicani, tipo pena di morte o lotta all'aborto, rimanendo sul vago, pur essendo contrario in linea di principio al secondo.

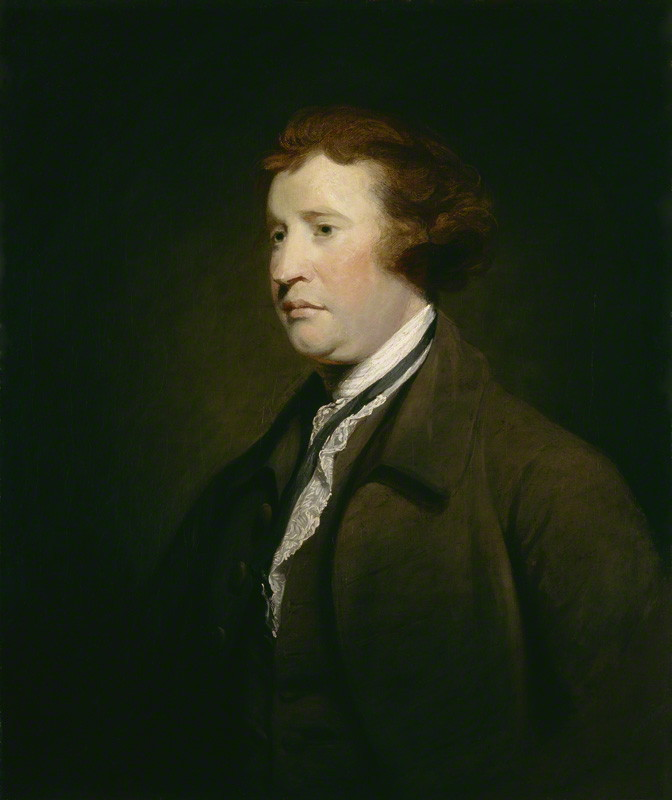
Edmund Burke nel 1771

Sempre in contrasto con il classico conservatorismo fiscale Steve Bannon sostiene una tassa sul reddito del 44% per chi guadagna sopra i cinque milioni di dollari statunitensi all'anno. Bannon è inoltre scettico sull'intervento militare degli USA verso l'estero, promotore nel mondo di movimenti di "unione leggera di libere nazioni e Stati" in stile confederato (come l'ex Confederazione americana sudista) e non federale come gli USA attuali (come vorrebbero molti europeisti, per cui è vicino ai movimenti euroscettici contro l'Unione europea), e si è opposto all'espansione del coinvolgimento statunitense in Afghanistan, Siria e Venezuela nelle rispettive guerre civili e crisi (l'America fu coinvolta spesso dalle precedenti amministrazioni in Afghanistan, Iraq, Siria e Libia, interventi militari diretti a cui Bannon fu contrario), pur essendo secondo i suoi critici un avversario del regime venezuelano di Nicolás Maduro, che dovrebbe essere abbattuto però da un sommovimento interno e non dall'intervento statunitense.
Si riferisce a sé stesso come un "orgoglioso sionista cristiano" in riferimento al suo supporto nei confronti di Israele, in contrasto con l'antisionismo di molti altri alt-righters, sebbene la seconda moglie, durante l'istanza di divorzio lo abbia accusato di opinioni antisemite espresse in privato.
Seguendo le parole del commentatore conservatore David French Bannon ha "fatto più di chiunque nell'introdurre [...] il movimento alt-right nella vita comune americana".

### Politica estera contro Cina e Messico e pro-Russia
Bannon, auto-descrittosi "nazionalista economico", è promotore di una riduzione dell'immigrazione, restrizioni nel libero commercio con Cina e Messico; nonostante abbia parzialmente lodato in passato il nazionalismo del segretario generale del Partito Comunista Cinese Xi Jinping, Bannon è noto per la sua criticità accanita verso la Repubblica Popolare Cinese, che considera un nemico dell'Occidente mentre sostiene l'asse eurasiatico con la Russia, appoggiandosi ad alcune idee di Aleksandr Dugin; nel 2019, in visita in Italia, ha parlato di una pericolosa "strategia predatoria" di Xi nei confronti del resto del mondo. Ha dichiarato nel 2024 che Putin è un "cattivo soggetto" ma migliore del governo dell'Ucraina, considerato da lui un governo corrotto e coinvolto con il traffico di esseri umani riguardo bambini e organi, e ribadito di considerare la Cina il nemico principale degli Stati Uniti.

## Filmografia

### Produttore
- Lupo solitario (The Indian Runner), regia di Sean Penn (1991)
- Titus, regia di Julie Taymor (1999)
- In the Face of Evil: Reagan's War in Word and Deed, regia di Steve Bannon e Tim Watkins (2004)
- Cochise County USA: Cries from the Border, regia di Mercedes Maharis (2005)
- Border War: The Battle Over Illegal Immigration, regia di Kevin Knoblock (2006)
- Tradition Never Graduates: A Season Inside Notre Dame Football, regia di Paul Doyle Jr. (2007)
- The Chaos Experiment aka The Steam Experiment, regia di Philippe Martinez (2009)
- Generation Zero, regia di Steve Bannon (2010)
- Fire from the Heartland, regia di Steve Bannon (2010)
- Battle for America, regia di Steve Bannon (2010)
- The Undefeated, regia di Steve Bannon (2011)
- The Hope & the Change, regia di Steve Bannon (2012)
- District of Corruption, regia di Steve Bannon (2012)
- Sweetwater - Dolce vendetta (Sweetwater), regia di Logan Miller e Noah Miller (2013)
- Rickover: The Birth of Nuclear Power, regia di Michael Pack (2014)
- Clinton Cash, regia di M.A. Taylor (2016)
- Torchbearer, regia di Steve Bannon (2016)
- The Last 600 Meters, regia di Michael Pack (2017)

### Regista e sceneggiatore
- In the Face of Evil: Reagan's War in Word and Deed, con Tim Watkins (2004)
- Generation Zero (2010)
- Fire from the Heartland (2010)
- Battle for America (2010)
- The Undefeated (2011)
- The Hope & the Change (2012)
- Occupy Unmasked (2012)
- District of Corruption (2012)
- Torchbearer (2016)

### Attore
- The Brink - Sull'orlo dell'abisso; documentario sulla sua vita e sul suo lavoro (2019)

### In italiano
- Mario Mancini, La visione degli alt-right secondo Steve Bannon, GoWare, 2017
- Joshua Green, Il diavolo. Steve Bannon e la costruzione del potere, postfazione di G. Orsina, traduttore M. V. Lo Prete, Luiss University Press, 2018 (originale: Devil's Bargain: Steve Bannon, Donald Trump, and the Nationalist Uprising 2017)
- Maurizio Blondet, Andrea Marcigliano, Gianluca Marletta e Claudio Mutti, Inganno Bannon, Raido, RigenerAzione Evola, Cinabro Edizioni, 2019., libro di teorici "complottisti" della destra italiana che criticano l'approccio bannoniano